# Parornix acuta
Parornix acuta là một loài bướm đêm thuộc họ Gracillariidae. Nó được tìm thấy ở Cộng hòa Síp, Crete, Ý lục địa, Sicilia và Cộng hòa Macedonia.